# Grand Prix Jef Scherens 2010
La 44e édition du Grand Prix Jef Scherens a eu lieu le 5 septembre 2010. Elle a été remportée par le Néerlandais Lars Boom.

## Classement final
Lars Boom remporte la course en parcourant les 183,3 km en 4 h 9 min 24 s à la vitesse moyenne de 44,100 km/h ; 177 coureurs ont pris le départ.
| Classement final | Classement final   | Classement final | Classement final | Classement final  |
|                  | Coureur            | Pays             | Équipe           | Temps             |
| ---------------- | ------------------ | ---------------- | ---------------- | ----------------- |
| 1er              | Lars Boom          | Pays-Bas         | Rabobank         | en 4 h 9 min 24 s |
| 2e               | Maxime Vantomme    | Belgique         | Katusha          | m.t               |
| 3e               | Fabian Wegmann     | Allemagne        | Milram           | m.t               |
| 4e               | Björn Leukemans    | Belgique         | Vacansoleil      | m.t               |
| 5e               | Francesco Reda     | Italie           | Quick Step       | m.t               |
| 6e               | Paul Martens       | Allemagne        | Rabobank         | + 7 s             |
| 7e               | Robbie McEwen      | Australie        | Katusha          | + 18 s            |
| 8e               | Alexander Kristoff | Norvège          | BMC Racing       | m.t               |
| 9e               | Stefan van Dijk    | Pays-Bas         | Verandas Willems | m.t               |
| 10e              | Aidis Kruopis      | Lituanie         | Palmans-Cras     | m.t               |
| modifier         |                    |                  |                  |                   |